# Escravidão na Bíblia
A Bíblia contém muitas referências à escravidão, que era uma prática comum na antiguidade. No decorrer da história humana, a escravidão foi uma característica típica da civilização, precedendo os registros escritos e existindo na maioria das sociedades ao longo da história. Os textos bíblicos descrevem as origens e o status legal dos escravos, os papéis econômicos da escravidão, os tipos de escravidão e a escravidão por dívida, explicando detalhadamente a instituição da escravidão em Israel na antiguidade. A Bíblia estipula o tratamento dos escravos, especialmente no Antigo Testamento. Também há referências à escravidão no Novo Testamento. Em ambos os testamentos e na cultura judaica, também existiam práticas de alforria, ou seja, a libertação do escravizado. O tratamento e a experiência dos escravos em ambos os testamentos foram diversos e diferiram dos das culturas vizinhas.
Muitos dos patriarcas retratados na Bíblia pertenciam às camadas superiores da sociedade, possuíam escravos, escravizavam aqueles que estavam em dívida com eles, compravam as filhas de seus concidadãos como concubinas e frequentemente escravizavam homens estrangeiros para trabalhar em seus campos. Os senhores eram geralmente homens, mas a Bíblia retrata mulheres da alta sociedade, de Sara a Ester e Judite, com suas servas escravizadas, assim como os papiros de Elefantina nos anos 400 a.C.
Era necessário que aqueles que possuíam escravos, especialmente em grande número, fossem ricos, pois os senhores tinham que pagar impostos pelos escravos judeus e não judeus, já que eles eram considerados parte da unidade familiar. Os escravos eram vistos como uma parte importante da reputação da família, especialmente nos tempos helenísticos e romanos, e a presença de escravos como acompanhantes de uma mulher era considerada uma manifestação e proteção de sua honra. Com o passar do tempo, a escravidão doméstica tornou-se mais proeminente e os escravos domésticos, geralmente trabalhando como assistentes da esposa do patriarca, permitiam que casas maiores funcionassem de forma mais organizada e eficiente. Os escravos tinham direitos, incluindo proteção contra abusos e oportunidades de redenção e liberdade, em parte refletindo a libertação do "povo de Deus" da escravidão no Egito.

## Passagens bíblicas
Antigo Testamento (Bíblia Hebraica):
- Escravos hebreus: A Lei de Moisés permitia que os israelitas tivessem escravos hebreus, mas exigia sua libertação após seis anos (Êxodo 21:2-6).
- Escravos estrangeiros: Podiam ser mantidos permanentemente (Levítico 25:44-46).
- Regras para tratamento humano: Os senhores eram proibidos de usar violência excessiva (Êxodo 21:26-27).

Novo Testamento:
- Jesus não abordou diretamente a escravidão, mas pregou "amor e justiça" (Lucas 4:18 fala sobre libertar os oprimidos).
- Paulo, o apóstolo, disse que os escravos deveriam obedecer aos seus senhores (Efésios 6:5-9), mas também afirmou que, em Cristo, não há escravo nem livre (Gálatas 3:28).
- Paulo também pediu a Filemon que tratasse seu escravo fugitivo Onésimo como um "irmão em Cristo" (Filemon 1:16).